# Marcantonio Moschettini
Marcantonio Moschettini (* 1972 in Bremen) ist ein deutsch-italienischer Schauspieler.

## Leben
Von 1997 bis 2000 machte er am Münchner Schauspielstudio eine Ausbildung als Schauspieler und hatte erste Auftritte am Theater 1999 in Schule für Clown und Minna von Barnhelm. Anschließend lernte er ein Jahr bis 2001 am method acting studio Giuseppe Perruccio in Perugia in Italien. Ab 2002 war er auch im deutschen Fernsehen und in Filmproduktionen zu sehen. Bekannt wurde er unter anderem durch Serien wie die bayerische Sitcom Spezlwirtschaft oder die Fernsehserie Marienhof. Als Synchronsprecher sprach er in 25 Grad im Winter die Hauptrolle des Miguel und hatte Rollen in The Royal Tennebaums und Pooh der Bär.

## Filmografie (Auswahl)
- 2000: Drift (Kurzfilm)
- 2002: Marienhof (TV-Serie)
- 2004: SOKO 5113 (TV-Serie, eine Folge)
- 2004: Polizeiruf 110: Mein letzter Wille (TV-Reihe)
- 2006: Cars (Stimme von Guido)
- 2006–2012: Spezlwirtschaft (Fernsehserie, 35 Folgen)
- 2009: Die göttliche Sophie (TV)
- 2009 bis 2011: Chiemgauer Volkstheater
  - 2009: Süßer die Glocken – als Andrea, Italiener
  - 2010: Wieder dahoam – als Brad Clinton, Besitzer einer Farm
  - 2010: Der unvollkommene Schwiegersohn – als Giselher Ackermann, Bankkaufmann
  - 2011: Da Brezensalzer – als Bernd Wagner, Eventmanager
  - 2011: Hüttengaudi – als Adolfo

## Auszeichnungen
- Moschettini erhielt 2004 für seine Rolle in dem Film Da Peda den Publikumspreis der Stadt München.
- Für seinen Auftritt als Andi in Freunde bekam er ebenfalls 2004 den Medienpreis der Stadt Ravensburg.[2][3]